# 菅家ゆかり (フリーアナウンサー)
菅家 ゆかり（かんけ ゆかり、1958年2月9日 - ）は、福島県南会津郡只見町出身のフリーアナウンサー。

## 経歴・人物
福島県南会津郡只見町に五人兄妹の末っ子として誕生。中学3年時に上京し、東京都立駒場高等学校を経て、1981年に上智大学文学部新聞学科を卒業。同年、日本テレビにアナウンサーとして入社。同期のアナウンサーには、小倉淳や山下末則がいる。
アナウンサー時代では、『爆笑!!マイスタ』の天気キャスターのほかにニュースやレポーターなど担当。
1987年に同局を退社後、フリーアナウンサーへ転身。一時期、ニチエンプロダクションに「協力アナウンサー」として所属していた。アナウンサー業と並行して、日テレ学院において講師を務めている。

## 主な出演
テレビ
日本テレビ時代
- おしゃれ（1982年3月 - 1986年3月）
- ご存じですか
- 酒井広のうわさのスタジオ
- たのしい園芸（1985年 - 1987年）
- プロ野球BOXシート（1985年7月 - 9月）

日本テレビ退社後
- 読売とれんど（CS放送）
- 東京レポート（テレビ東京）

ラジオ
- 川崎ウォーク（ラジオ日本）

CD（オーディオブック）
- 大城立裕『対馬丸』より「撃沈」「死とたたかう漂流」